# 羽島市の地名
- 岐阜県 > 羽島市 > 地名

羽島市の地名では、同市内に存在する町名・字名を一覧にして記す。括弧内は大字の場合は旧自治体名、数字の場合は原則として成立年、町名の場合は旧町名である。

## 羽島市発足時
同市は1954年、羽島郡竹ヶ鼻町・正木村・足近村・小熊村・上中島村・下中島村・江吉良村・堀津村・福寿村・桑原村が合併することによって成立した。成立時の大字を以下に記す。

### 旧・竹ヶ鼻町
竹ヶ鼻町の旧地名の頭に「竹鼻町」の文字を冠した。
- 竹鼻町　　　（旧・竹ヶ鼻町）
- 竹鼻町駒塚　（旧・駒塚村駒塚）
- 竹鼻町狐穴　（旧・駒塚村狐穴）
- 竹鼻町蜂尻　（旧・駒塚村蜂尻）
- 竹鼻町飯柄　（旧・駒塚村飯柄）

### 旧・正木村
正木村の旧地名の頭に「正木町」の文字を冠した。
- 正木町新井　（旧・正木村新井）
- 正木町大浦　（旧・正木村大浦）
- 正木町坂丸　（旧・正木村坂丸　1977年廃止）
- 正木町須賀　（旧・正木村須賀）
- 正木町不破一色　（旧・正木村不破一色）
- 正木町曲利　（旧・正木村曲利）
- 正木町光法寺　（旧・正木村光法寺　1975年廃止）
- 正木町三ツ柳　（旧・正木村三ツ柳）
- 正木町南及　（旧・正木村南及　1977年廃止）
- 正木町森　（旧・正木村森　1977年廃止）

### 旧・足近村
足近村の旧地名の頭に「足近町」の文字を冠した。
- 足近町市場　（旧・足近村市場）
- 足近町北宿　（旧・足近村北宿）
- 足近町小荒井　（旧・足近村小荒井）
- 足近町坂井　（旧・足近村坂井）
- 足近町直道　（旧・足近村直道）
- 足近町南宿　（旧・足近村南宿）
- 足近町南之川　（旧・足近村南之川）

### 旧・小熊村
小熊村の旧地名の頭に「小熊町」の文字を冠した。
- 小熊町西小熊　（旧・小熊村西小熊）
- 小熊町相田　（旧・小熊村西小熊）
- 小熊町内粟野　（旧・小熊村西小熊）
- 小熊町東小熊　（旧・小熊村東小熊）
- 小熊町江頭　（旧・小熊村東小熊）
- 小熊町外粟野　（旧・小熊村東小熊）
- 小熊町川口　（旧・小熊村川森）
- 小熊町天王　（旧・小熊村川森）
- 小熊町島　（旧・小熊村島）
- 小熊町足近新田　（旧・小熊村島　1979年廃止）

### 旧・上中島村
上中島村の旧地名の頭に「上中町」の文字を冠した。
- 上中町一色　（旧・上中島村一色）
- 上中町午北　（旧・上中島村午北新田）
- 上中町沖　（旧・上中島村沖）
- 上中町中　（旧・上中島村中）
- 上中町長間　（旧・上中島村長間）
- 上中町千束　（旧・上中島村長間）

### 旧・下中島村
下中島村の旧地名の頭に「下中町」の文字を冠した。
- 下中町石田　（旧・下中島村石田）
- 下中町加賀野井　（旧・下中島村西加賀野井）
- 下中町市之枝　（旧・下中島村市之枝）
- 下中町城屋敷　（旧・下中島村城屋敷）

### 旧・江吉良村
- 江吉良町　（旧・江吉良村江吉良）
- 舟橋町　（旧・江吉良村舟橋）

### 旧・堀津村
- 堀津町　（旧・堀津村）

### 旧・福寿村
福寿村の旧地名の頭に「福寿町」の文字を冠した。
- 福寿町浅平　（旧・福寿村浅平）
- 福寿町平方　（旧・福寿村平方）
- 福寿町間島　（旧・福寿村間島）
- 福寿町本郷　（旧・福寿村本郷）

### 旧・桑原村
桑原村の旧地名の頭に「桑原町」の文字を冠した。
- 桑原町大須　（旧・桑原村大須）
- 桑原町午南　（旧・桑原村午南新田）
- 桑原町小薮　（旧・桑原村小薮）
- 桑原町八神　（旧・桑原村八神）
- 桑原町前野　（旧・桑原村前野）
- 桑原町東方　（旧・桑原村東方）

## 1955年以降の町名設置

### 竹鼻町
- 竹鼻町錦町　（竹鼻町　1967年）
- 竹鼻町西野町　（竹鼻町　1969年）
- 竹鼻町神楽　（竹鼻町　1977年）
- 竹鼻町丸の内　（竹鼻町など　1977年）

### 正木町
- 正木町光法寺1～2丁目　（正木町光法寺　1975年）
- 正木町大浦新田1～10丁目　（正木町大浦　1975年）
- 正木町上大浦1～7丁目　（正木町大浦　1975年）
- 正木町坂丸1～6丁目　（正木町坂丸　1977年）
- 正木町南及1～9丁目　（正木町南及　1977年）
- 正木町森1～16丁目　（正木町森　1977年）
- 正木町森新町1～5丁目　（正木町森　1977年）
- 正木町須賀赤松　（正木町須賀　1978年）
- 正木町須賀本村　（正木町須賀　1978年）
- 正木町須賀小松　（正木町須賀　1978年）
- 正木町須賀池端　（正木町須賀　1985年）
- 正木町不破一色

### 足近町
- 足近町1～7丁目　（足近町市場・北宿・小荒井・坂井・直道・南之川　1968年）

### 小熊町
- 小熊町1～5丁目　（小熊町相田・足近新田・内粟野・外粟野・江頭・川口・島・天王・西小熊・東小熊　1968年）
- 小熊町川口前　（小熊町川口　1968年）
- 小熊町島新町　（小熊町島　1968年）
- 小熊町島前　（小熊町島　1968年）
- 小熊町外粟野1～4丁目　（小熊町外粟野　1974年）
- 小熊町天王1～4丁目　（小熊町天王　1974年）
- 小熊町島1～5丁目　（小熊町島　1976年）
- 新生町1～丁目　（小熊町足近新田　1979年）
- 小熊町川口1丁目　（小熊町川口　1986年）

### 舟橋町
- 舟橋町宮北1～2丁目　（舟橋町　1969年）
- 舟橋町出須賀1～4丁目　（舟橋町　1971年）
- 舟橋町本町1～2・4～5丁目　（舟橋町　1971年）

### 堀津町
- 堀津町須賀中　（堀津町　1979年）
- 堀津町須賀西　（堀津町　1979年）
- 堀津町須賀南1～3丁目　（堀津町　1979年）
- 堀津町須賀北1～3丁目　（堀津町　1979年）
- 堀津町中屋敷　（堀津町　1979年）
- 堀津町東山　（堀津町　1979年）
- 堀津町前谷　（堀津町　1979年）
- 堀津町横手1～3丁目　（堀津町　1979年）

### 福寿町
- 福寿町千代田1丁目　（福寿町浅平　1969年）
- 福寿町浅平1～5丁目　（福寿町浅平　1969年）
- 福寿町平方1～13丁目　（福寿町平方　1971年）
- 福寿町間島1～9丁目　（福寿町間島　1977年）

### 桑原町
- 桑原町西小藪1～3丁目　（桑原町小藪　1996年）
- 桑原町大須1～5丁目　（桑原町大須　1998年）
- 桑原町平太1丁目　（桑原町大須　1998年）

## 参考資料
- 角川日本地名大辞典 21 岐阜県
- 羽島市制五十年史　（市制五十年記念誌編募委員会　2004年）